# Odoardo Beccari
Odoardo Beccari (16. listopadu 1843 Florencie – 25. října 1920 tamtéž) byl italský botanik, odborník především na flóru Malajského souostroví. Jeho autorská zkratka je Becc.
Ve věku šesti let osiřel, při studiích na gymnáziu v Lucce v něm probudil přírodovědné zájmy ředitel místní botanické zahrady Cesare Bicchi. Studoval na Univerzitě v Pise a Boloňské univerzitě, po stáži v zahradách v Kew odcestoval v roce 1865 spolu s Giacomem Doriou do Sarawaku. Popsal řadu místních rostlin, jako např. Thismia neptunis, která byla poté pozorována až v roce 2017. Součástí jeho sbírek byly také dvě desítky lebek orangutanů. V roce 1868 ho onemocnění malárií donutilo vrátit se do Evropy.
Další vědeckou výpravu podnikl do Etiopie. V roce 1872 navštívil spolu s ornitologem Luigim D'Albertisem Novou Guineu a Aruské ostrovy, poté zkoumal rostliny v Austrálii a na Sumatře, kde roku 1878 objevil zmijovec titánský, který má největší květ na světě. Po návratu do Itálie působil jako ředitel Botanické zahrady ve Florencii, ve svých odborných pracích se zabýval především systematikou arekovitých. V roce 1904 byl jmenován členem Accademia dei Lincei.
Je po něm pojmenován rod palem Beccariophoenix nebo varan černý (Varanus beccarii). Botanický časopis Papuánské univerzity nese podle něj název Beccariana from Herbarium Manokwariense.